# Enterpia laudeti
Enterpia laudeti là một loài bướm đêm trong họ Noctuidae.